# Craig Thomas (regatista)
Craig Thomas es un deportista estadounidense que compitió en vela en las clases Star y Soling. Ganó una medalla de plata en el Campeonato Mundial de Star de 1973 y una medalla de oro en el Campeonato Mundial de Soling de 1975.

## Palmarés internacional
| Campeonato Mundial | Campeonato Mundial         | Campeonato Mundial | Campeonato Mundial |
| Año                | Lugar                      | Medalla            | Clase              |
| ------------------ | -------------------------- | ------------------ | ------------------ |
| 1973               | San Diego (Estados Unidos) | Medalla de plata   | Star               |

| Campeonato Mundial | Campeonato Mundial       | Campeonato Mundial | Campeonato Mundial |
| Año                | Lugar                    | Medalla            | Clase              |
| ------------------ | ------------------------ | ------------------ | ------------------ |
| 1975               | Chicago (Estados Unidos) | Medalla de oro     | Soling             |